# Platysace cirrosa
Platysace cirrosa är en flockblommig växtart som beskrevs av Aleksandr Andrejevitj Bunge. Platysace cirrosa ingår i släktet Platysace och familjen flockblommiga växter. Inga underarter finns listade i Catalogue of Life.